# Cyperus cyperoides
Cyperus cyperoides là một loài thực vật có hoa trong họ Cói. Loài này được (L.) Kuntze mô tả khoa học đầu tiên năm 1898.

## Hình ảnh

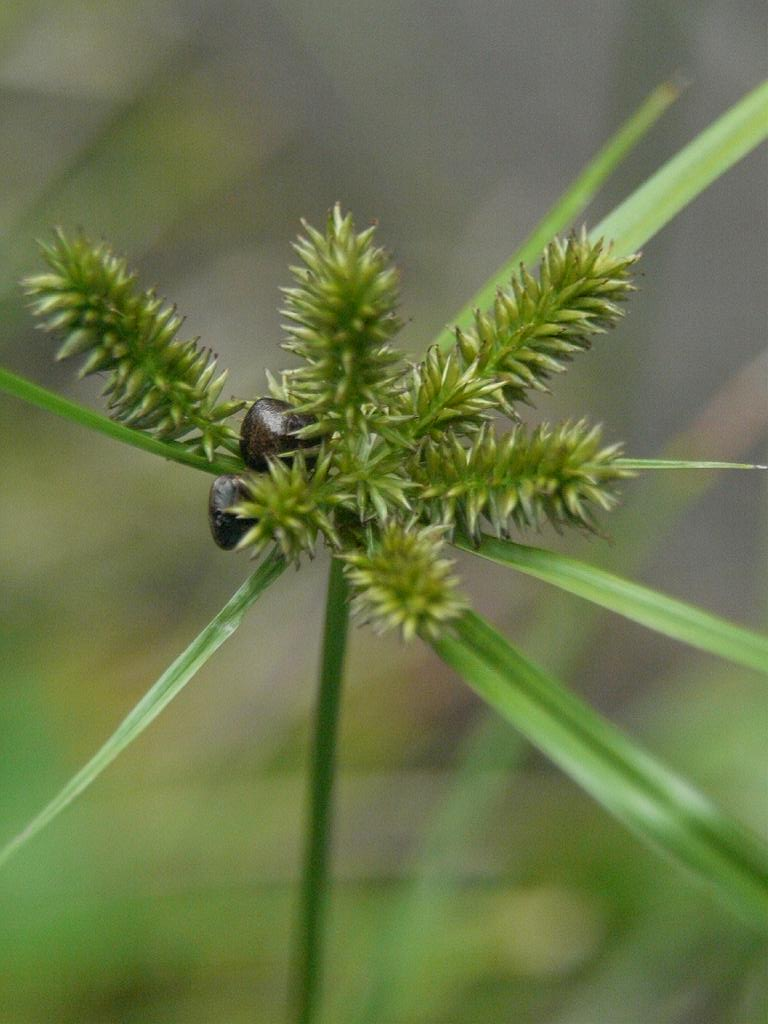